# Карт-Абулхайр-хан
Карт-Абулхайр-хан (помер 1730) — казахський правитель, хан Старшого жуза від 1718 до 1730 року.